# Bulbostylis wilsonii
Bulbostylis wilsonii är en halvgräsart som först beskrevs av Nathaniel Lord Britton, och fick sitt nu gällande namn av Ignatz Urban. Bulbostylis wilsonii ingår i släktet Bulbostylis och familjen halvgräs.
Artens utbredningsområde är Bahamas. Inga underarter finns listade i Catalogue of Life.